# Jean de Cardonne
Pour les articles homonymes, voir Cardonne et Cardone.
Jean de Cardonne  ( ?  -  † 23 novembre 1348), appelé aussi  Jean de Cardone est archevêque d'Arles (27 septembre 1341 - 23 novembre 1348). 

## Biographie
Abbé dominicain, Jean de Cardonne est placé sur le siège d'Arles le 27 septembre 1341 par son oncle le pape Benoit XII. En 1344, le nouvel archevêque pose la première pierre de l'église Saint-Laurent de Salon-de-Provence. À la fin décembre 1347 ou début janvier 1348, la peste noire arrive dans la cité arlésienne en provenance de Marseille. Jean de Cardonne meurt le 23 novembre 1348 après avoir fait confirmer les privilèges de l'Église d'Arles par Clément VI qu'il alla voir à Avignon. Toutefois, on ne sait pas si sa mort relève de cette épidémie ou non.

### Sources
- Jean-Pierre Papon, Histoire générale de Provence (lire en ligne), p. 312-313